# Silver Star (Amtrak)
A Silver Star egy 1522 mérföld (2449 km) hosszú útvonalon közlekedő személyszállító vonat. Az útvonal neve Silver Service, melyet az Amtrak üzemeltet. A vonal New Yorkból indul, délre tart a Northeast Corridoron Washingtonba, azután  Richmond, Virginia, Raleigh, Columbia, Savannah, Georgia, Jacksonville, Florida, Orlando, Florida, és Tampa, Florida városokon keresztül Miami-ba, Floridába. A legutolsó pénzügyi évben összesen 389 995 (2019) utas utazott a járaton, naponta átlagosan 1068 (2019) utasa volt. A Silver Star járat dél felé a 91-es, észak felé a 92-es járatszámon közlekedik.

## Története
A Silver Star járatot a Seaboard Air Line Railroad üzemeltette New York és Miami között.

## Szerelvényösszeállítás
2001. júniusban a Silver Star az alábbi összeállításban közlekedett:
- GE E60 mozdony (cserélve két P42s mozdonyra a nem-villamosított szakaszokon)
- 1500-as sorozatú MHC kocsi
- Heritage Fleet poggyászkocsi
- Heritage Fleet crew dorm
- Viewliner hálókocsi
- Viewliner hálókocsi
- Viewliner hálókocsi
- Heritage Fleet diner
- Amfleet II café
- Amfleet II kocsi
- Amfleet II kocsi
- Amfleet II kocsi
- Amfleet II kocsi
- Amfleet II kocsi
- 1500-as sorozatú MHC kocsi

Később:
2007 augusztusa után a Silver Star az alábbi összeállításban közlekedett:
- HHP-8 mozdony (cserélve két P42s mozdonyra a nem-villamosított szakaszokon)
- Poggyászkocsi
- Viewliner hálókocsi
- Viewliner hálókocsi
- Heritage Fleet diner
- Amfleet II café
- Amfleet II kocsi
- Amfleet II kocsi
- Amfleet II kocsi
- Amfleet II kocsi

## Útvonal
A Silver Star járatot az Amtrak üzemelteti, a CSX Transportation és a Norfolk Southern Railway vasútvonalán:
- Amtrak Northeast Corridor, New York és Washington között
- CSX Landover Subdivision, RF&P Subdivision, Richmond Terminal Subdivision, North End Subdivision, és South End Subdivision, Washington és Selma között
- NS, Selma és Raleigh között
- CSX Aberdeen Subdivision, Hamlet Terminal Subdivision, Hamlet Subdivision, Columbia Subdivision, Savannah Subdivision, Nahunta Subdivision, Jacksonville Terminal Subdivision, Sanford Subdivision, Lakeland Subdivision, és Tampa Terminal Subdivision, Raleigh és Tampa között
- CSX Auburndale Subdivision és Miami Subdivision, Auburndale Miami között.

Dél Jacksonville és Palatka között, a vonat a Saint Johns folyó mellett halad.